# Driedaagse De Panne - Koksijde 1990
La Driedaagse De Panne - Koksijde 1990, quattordicesima edizione della corsa, si svolse dal 27 al 29 marzo su un percorso di 552 km ripartiti in 3 tappe (la 1ª suddivisa in due semitappe), con partenza da Anversa e arrivo a De Panne. Fu vinta dall'olandese Erwin Nijboer della squadra Stuttgart davanti al belga Johan Museeuw e all'altro olandese Gerrit Solleveld.

## Tappe
| Tappa  | Data     | Percorso                              | km   | Vincitore di tappa | Leader cl. generale |
| ------ | -------- | ------------------------------------- | ---- | ------------------ | ------------------- |
| 1ª-1ª  | 27 marzo | Anversa > Herzele                     | 122  | Olaf Ludwig        | Olaf Ludwig         |
| 1ª-2ª  | 27 marzo | Herzele > Herzele (cron. individuale) | 16,5 | Eric Vanderaerden  | Eric Vanderaerden   |
| 2ª     | 28 marzo | Herzele > Koksijde                    | 230  | Johan Museeuw      | Erwin Nijboer       |
| 3ª     | 29 marzo | De Panne > De Panne                   | 184  | Mario Cipollini    | Erwin Nijboer       |
| Totale | Totale   | Totale                                | 552  |                    |                     |

## Dettagli delle tappe

### 1ª tappa - 1ª semitappa
- 27 marzo: Anversa > Herzele – 122 km

| Pos. | Corridore      | Squadra   | Tempo    |
| ---- | -------------- | --------- | -------- |
| 1    | Olaf Ludwig    | Panasonic | 2h48'35" |
| 2    | Johan Capiot   | TVM-Yoko  | s.t.     |
| 3    | Hendrik Redant | Lotto     | s.t.     |

| Pos. | Corridore   | Squadra   | Tempo |
| ---- | ----------- | --------- | ----- |
| 1    | Olaf Ludwig | Panasonic |       |

### 1ª tappa - 2ª semitappa
- 27 marzo: Herzele > Herzele (cron. individuale) – 16,5 km

| Pos. | Corridore         | Squadra   | Tempo  |
| ---- | ----------------- | --------- | ------ |
| 1    | Eric Vanderaerden | Buckler   | 23'18" |
| 2    | Zenon Jaskuła     | Diana     | a 9"   |
| 3    | Thierry Marie     | Castorama | s.t.   |

| Pos. | Corridore         | Squadra | Tempo |
| ---- | ----------------- | ------- | ----- |
| 1    | Eric Vanderaerden | Buckler |       |

### 2ª tappa
- 28 marzo: Herzele > Koksijde – 230 km

| Pos. | Corridore     | Squadra   | Tempo    |
| ---- | ------------- | --------- | -------- |
| 1    | Johan Museeuw | Lotto     | 5h42'41" |
| 2    | Olaf Ludwig   | Panasonic | s.t.     |
| 3    | Phil Anderson | TVM-Yoko  | s.t.     |

| Pos. | Corridore     | Squadra   | Tempo |
| ---- | ------------- | --------- | ----- |
| 1    | Erwin Nijboer | Stuttgart |       |

### 3ª tappa
- 29 marzo: De Panne > De Panne – 184 km

| Pos. | Corridore        | Squadra      | Tempo    |
| ---- | ---------------- | ------------ | -------- |
| 1    | Mario Cipollini  | Del Tongo    | 4h29'13" |
| 2    | Eddy Planckaert  | Panasonic    | s.t.     |
| 3    | Giovanni Fidanza | Chateau d'Ax | s.t.     |

| Pos. | Corridore        | Squadra   | Tempo     |
| ---- | ---------------- | --------- | --------- |
| 1    | Erwin Nijboer    | Stuttgart | 13h24'06" |
| 2    | Johan Museeuw    | Lotto     | a 1"      |
| 3    | Gerrit Solleveld | Buckler   | a 23"     |

## Classifiche finali

### Classifica generale
| Pos. | Corridore          | Squadra              | Tempo     |
| ---- | ------------------ | -------------------- | --------- |
| 1    | Erwin Nijboer      | Stuttgart            | 13h24'06" |
| 2    | Johan Museeuw      | Lotto-Superclub      | a 1"      |
| 3    | Gerrit Solleveld   | Buckler              | a 23"     |
| 4    | Phil Anderson      | TVM-Yoko             | a 28"     |
| 5    | Adrie van der Poel | Weinmann-SMM Uster   | a 59"     |
| 6    | Olaf Ludwig        | Panasonic-Sportlife  | a 1'00"   |
| 7    | Marek Kulas        | Diana-Colnago-Animex | a 1'02"   |
| 8    | Johan Lammerts     | Z                    | a 1'48"   |
| 9    | Eric Vanderaerden  | Buckler              | a 2'30"   |
| 10   | Marc Dierickx      | Weinmann-SMM Uster   | a 2'34"   |